# Bracket (band)
Bracket is een Amerikaanse rockband afkomstig uit Forestville, Californië die is opgericht in 1992. De formatie bestaat uit zanger en gitarist Marty Gregori, basgitarist Zack Charlos, drummer Ray Castro en zanger Angelo Celli, die Larry Tinney in 1998 verving. Bracket sinds de oprichting meerdere studioalbums, ep's en singles laten uitgeven, waarvan de meeste via het rocklabel Caroline Records en het punklabel Fat Wreck Chords.

## Geschiedenis
Bracket werd opgericht tijdens de poppunk-heropleving van de vroege jaren 90 en liet de eerste twee studioalbums, getiteld 924 Forestville St. (1994) en 4-Wheel Vibe (1995), uitgeven via Caroline Records. Na enkele veranderingen in het personeelsbeleid van het platenlabel werd het contract met de band ontbonden en de uitgave van het derde studioalbum Like You Know (1996) geannuleerd. De daaropvolgende twee studioalbums Novelty Forever (1997) en When All Else Fails (2000) werden uitgegeven door Fat Wreck Chords, een platenlabel waar Bracket al eerder singles uit had laten geven. Na het voltooien van meerdere tours in de Verenigde Staten, Canada, Europa en Japan, bracht Bracket het livealbum Live in a Dive (2002) uit, waarin een aantal van de bekendste nummers van de band samen in een uitvoering zijn verzameld. Na het bouwen van een eigen opnamestudio nam de groep enkele jaren de tijd om het zesde studioalbum Requiem (2006), uitgegeven door Takeover Records, te schrijven, op te nemen en zelf te produceren. Bracket begon in 2011 aan een nieuw studioalbum, waarin elke fase van het opnameproces werd beschreven op de officiële Facebook-pagina. Like You Know en een driedelige compilatiealbum getiteld Rare Cuts zijn in 2013 uitgegeven als muziekdownloads om de aanstaande projecten van de band te helpen financieren. Het nieuwe album Hold Your Applause werd uitgebracht in augustus 2014.

## Leden
| Huidige leden - Marty Gregori - zang, gitaar (1992-heden) - Zack Charlos - basgitaar, achtergrondzang (1992-heden) - Ray Castro - drums, slagwerk (1992-heden) - Angelo Celli - gitaar, achtergrondzang (1998-heden) | Voormalige leden - Larry Tinney - gitaar (1992-1998) |

## Discografie
| Discografie van Bracket | Discografie van Bracket |
| ----------------------- | ----------------------- |
| Studioalbums            | 7                       |
| Livealbums              | 1                       |
| Verzamelalbums          | 4                       |
| Ep's                    | 5                       |
| Singles                 | 5                       |
| Videoclips              | 4                       |

| Jaar | Titel                                   | Type          | Label        | Formaten    |
| ---- | --------------------------------------- | ------------- | ------------ | ----------- |
| 1993 | The Giant Midget E.P.                   | ep            | High Output  | 7-inch, cs  |
| 1994 | 924 Forestville St.                     | studioalbum   | Caroline     | cd, cs, lp  |
| 1995 | 4-Wheel Vibe                            | studioalbum   | Caroline     | cd, cs, lp  |
| 1996 | 4 Rare Vibes                            | ep            | Caroline     | 12-inch, cd |
| 1996 | Like You Know                           | studioalbum   | Caroline     | cd, cs      |
| 1996 | F is for Fat                            | ep            | Fat          | 2x 7-inch   |
| 1996 | E is for Everything on Fat Wreck Chords | verzamelalbum | Fat          | cd, cs      |
| 1997 | Appetite for Food                       | ep            | High Output  | cd          |
| 1997 | Novelty Forever                         | studioalbum   | Fat          | cd, cs, lp  |
| 1999 | Age & Experience Vs. Youth & Cunning    | ep            | Too Hep      | 2x cd       |
| 2000 | Where All Else Fails                    | studioalbum   | Fat          | cd, lp      |
| 2002 | Live in a Dive                          | livealbum     | Fat          | cd, lp      |
| 2006 | Requiem                                 | studioalbum   | Takeover     | cd          |
| 2013 | Rare Cuts - Vol. 1                      | verzamelalbum | eigen beheer | download    |
| 2013 | Rare Cuts - Vol. 2                      | verzamelalbum | eigen beheer | download    |
| 2013 | Rare Cuts - Vol. 3                      | verzamelalbum | eigen beheer | download    |
| 2014 | Hold Your Applause                      | studioalbum   | High Output  | cd, lp      |
| 2019 | Too Old to Die Young                    | studioalbum   | Fat          | cd, lp      |

| Jaar | Titel                   | Label   | Album               | Nummers                                                    |
| ---- | ----------------------- | ------- | ------------------- | ---------------------------------------------------------- |
| 1994 | Bs.                     | Fat     | 924 Forestville St. | 1. "Why Should Eye" 2. "Missing Link"                      |
| 1994 | Stinky Fingers          | Fat     | (geen)              | 1. "2RAK005" 2. "WWF" 3. "Warren's Song, Pt. 3"            |
| 1994 | 5:35                    | Hi-Rise | 924 Forestville St. | 1. "Huge Balloon" 2. "Why Should Eye" 3. "Mother to Blame" |
| 1995 | Trailer Park            | Hi-Rise | 4-Weel Vibe         | 1. "Trailer Park" 2. "Stylin'" 3. "Warren's Song, Pt. 5"   |
| 1995 | For Those About to Mock | Fat     | (geen)              | 1. "Talk Show" 2. "Homesick" 3. "My Stepson"               |

| Jaar | Titel                   | Regisseur    | Album                |
| ---- | ----------------------- | ------------ | -------------------- |
| 1994 | "Why Should Eye"        | David Hale   | 924 Forestville St.  |
| 1995 | "Trailer Park"          | David Hale   | 4-Wheel Vibe         |
| 1995 | "Circus Act"            | David Hale   | 4-Wheel Vibe         |
| 1997 | "2RAK005"               | Brian Archer | (geen)               |
| 2019 | "A Hot Comedy"          | Jeff Sorley  | Too Old to Die Young |
| 2021 | "Warren’s Song, Pt. 17" | Ben Mills    | Requiem              |